# リチャード・J・メイヤー
リチャード・J・メイヤー (Richard J. Mayer、1952年 - ) は、ソフトウエア工学、およびシステム工学分野でのモデリング言語のIDEFファミリー手法の一部の開発プロジェクトにおけるリーディング技術者でありプリンシパル研究者として知られているKnowledge Based Systems, Inc.（KBSI社）の社長である一人の米国のエンジニアである。
Mayer博士は、テキサス州カレッジステーシにあるTexas A&M大学でPhDを取得し、数年間働いた。彼はWright Patterson空軍基地における情報およびデータモデリング手法IDEF1およびIDEF1X開発中のリード・エンジニアであった。。1988年に、テキサス州カレッジステーションにKnowledge Based Systems, Inc. (KBSI社)を共同設立した。KBSIは、オハイオ州のWright-Patterson空軍基地、ロジスティック研究部門、Armstrong Laboratory資金によるコンカレント・エンジニアリングのための情報統合（IICE）プロジェクトの主契約者であった。 Richard J. Mayerは、IDEF3、IDEF4 およびIDEF6開発のプロジェクトにおけるのプリンシパル研究者であった。.  

## 出版物
Mayerは、幾つかの本や論文を発行した。 
そのセレクションは:
- 1990. Conflict management : the courage to confront. Columbus, Ohio : Battelle Press. ISBN 0935470514
- 1991. IDEF6: A Design Rationale Capture Method Concept Paper With Patricia A. Griffith & Christopher P. Menzel. Defense Technical Information Center.
- 1992. IDEF4 object-oriented design method report. Armstrong Laboratory, Air Force Systems Command.
- 1993. Information Integration for Concurrent Engineering (IICE): IDEF3 Process Description Capture Method Report. Logistics Research Division, Wright-Patterson AFB, OH 45433
- 1995. Information Integration for Concurrent Engineering (IICE) Compendium of methods report. Wright-Patterson Air Force Base, Ohio 45433-7604.

## 参照
1. ↑  IDEF.com. Accessed July 16, 2009.
2. ↑  Richard J. Mayer List of publications from the DBLP Bibliography Server. Retrieved July 16, 2009.
3. ↑  Richard J. Mayer Publication List 1988 - 2008 on scientificcommons.org. Retrieved July 16, 2009.